# Њижни Тварожец
Њижни Тварожец (слч. Nižný Tvarožec) насељено је мјесто са административним статусом сеоске општине (слч. obec) у округу Бардјејов, у Прешовском крају, Словачка Република.

## Становништво
| Година:    | 1994. | 2004.   | 2014.    | 2024.   |
| ---------- | ----- | ------- | -------- | ------- |
| Број људи: | 460   | 460     | 526      | 570     |
| Разлика:   |       | +1,42 % | +14,34 % | +8,36 % |

| Година:    | 2023. | 2024.   |
| ---------- | ----- | ------- |
| Број људи: | 569   | 570     |
| Разлика:   |       | +0,17 % |

Према подацима о броју становника из 2024. године насеље је имало 570 становника.